# ستيف بودن
ستيف بودن (بالإنجليزية: Steve Bowden)‏ هو لاعب دوري الرغبي أسترالي، ولد في 27 مايو 1955.